# Diplectrona albomarginata
Diplectrona albomarginata là một loài Trichoptera trong họ Hydropsychidae. Chúng phân bố ở miền Cổ bắc.